# Sopot (Plovdiv)
Pour les articles homonymes, voir Sopot.
Sopot est une ville au Centre de la Bulgarie, Région de Plovdiv. Il est situé à 5 kilomètres à l’ouest de la ville de Karlovo. La ville est le centre administratif de la municipalité de Sopot. La population de Sopot, selon le recensement de 2011, est de 8 754 personnes.

## Économie
Dans la région de Sopot on produit des cultures d’huiles essentielles (Rosa sect. Gallicanae de Kazanlak, menthe).
La région de Sopot a la réputation d'être un très bon endroit pour pratiquer des sports extrêmes. Le centre européen de sports extrêmes "Shambala" est connu comme étant le meilleur endroit en Bulgarie pour ceux qui aiment ce genre de sport, puisqu’il propose un grand choix de loisirs comme le parapente, le mountain-bike et l’escalade. "Shambala" accueille chaque année de nombreuses compétitions de sports extrêmes,.

## Monuments
- „Zanayatchiiski esnaf“ (créé en 2005). Le centre ethnographique et artisanal "Sopotski esnaf" est situé dans deux maisons Renaissance – "Badinata kashta" et la maison "Zagoubanski" au centre de Sopot, où les successeurs des vieux maîtres montrent et donnent de leur expérience. C’est fait par la maison-musée Ivan Vazov et l’Association des maîtres de Sopot et des amateurs des artisanats artistiques. Les visiteurs peuvent voir quatre expositions ethnographiques différentes, et également observer le travail des artisans locaux – la gravure, l’incrustation, le tricotage, etc. Il y a une chambre, faite comme chambre de visiteurs de type urbain de la fin du XIXe siècle. Dans le centre il y a un petit magasin pour les artisanats de Sopot. Au deuxième étage il y a une salle-atelier pour les jeunes qui veulent apprendre les artisanats anciens. Les visiteurs peuvent observer le travail des artisans qui font de la gravure, des incrustations, du tricotage et connaître la vie quotidienne, ainsi que les traditions de Sopot[4].

- La maison-musée d’Ivan Vazov,

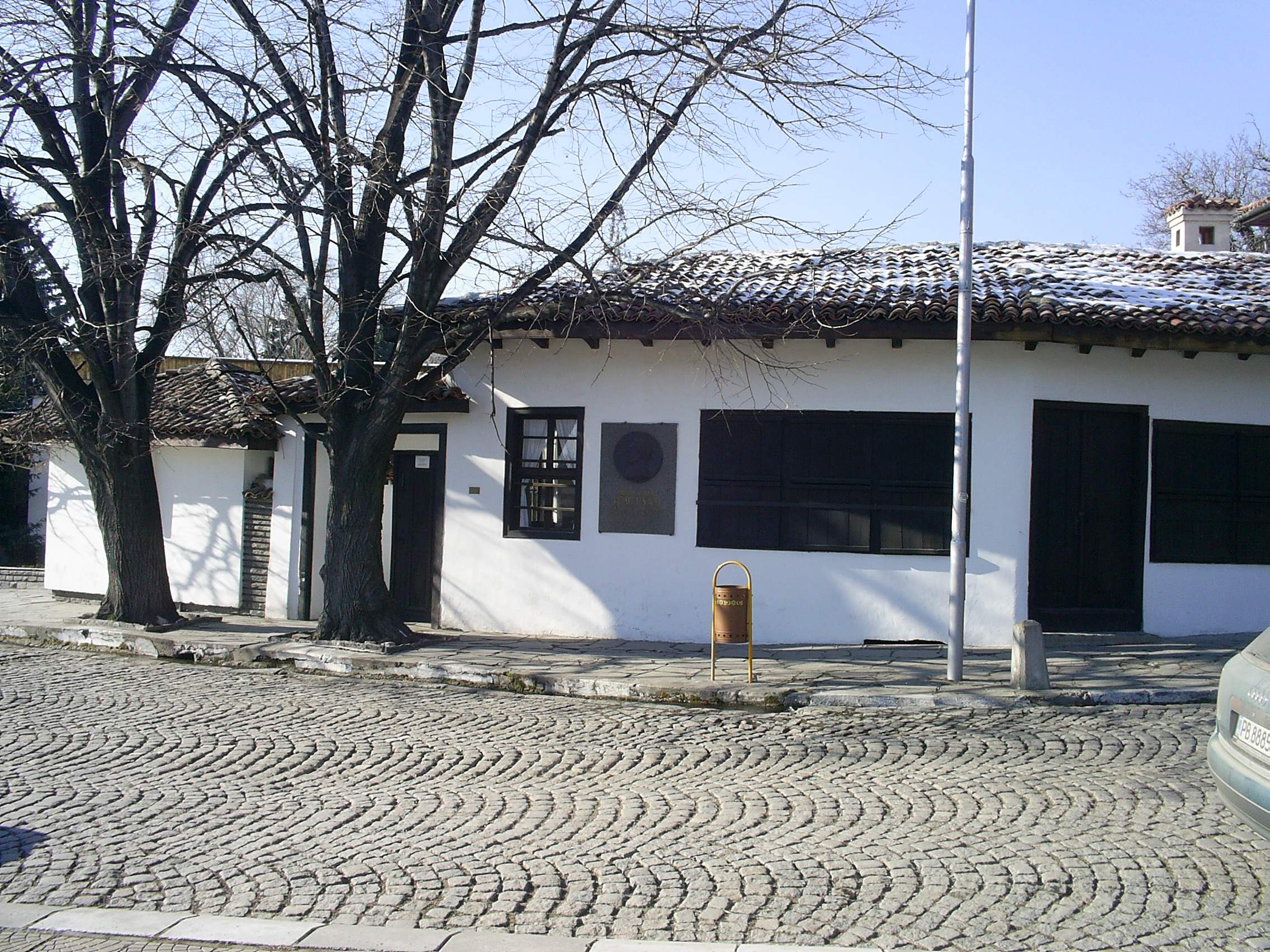
La maison-musee de Ivan Vazov

qui fait partie des 100 sites touristiques nationaux de l’Union touristique bulgare. Elle fut construite au XVIIIe siècle par le grand-père de l’écrivain, mais l’édifice originel fut brûlé en juillet 1877 lors de la guerre russo-turque de 1877-1878.
En 1920 on décida de restaurer la maison natale d’Ivan Vazov et de l’aménager en musée. Le directeur du musée ethnographique de Sofia fit une reconstruction presque authentique de la maison, en s’appuyant sur les souvenirs de ses frères et de sa sœur, et sur quelques œuvres de l’écrivain et en particulier sur le roman Sous le joug et sur la nouvelle Oncles. Le musée ouvrit ses portes le 6 juin 1935. Sa collection préserve de nombreux objets personnels de l’écrivain et de sa famille, y compris des tapis et des moquettes, faites par Saba Vazova - la mère de l’écrivain.
Dans la cour de la maison sont situés plusieurs bâtiments accueillant diverses expositions. Dans l’une des pièces est installée une restauration du barbier de hadzhi Achille avec des mannequins, inspirée du récit éponyme de Vazov. Dans la cour pavée, décorée d’arbres et de fleurs, passe un ruisseau, ce qui est caractéristique des rues et des cours de Sopot. Une petite porte mène à une cour voisine où est située une salle d’exposition, dédiée à la vie et à l’œuvre de l’écrivain.
- Anevsko kale,

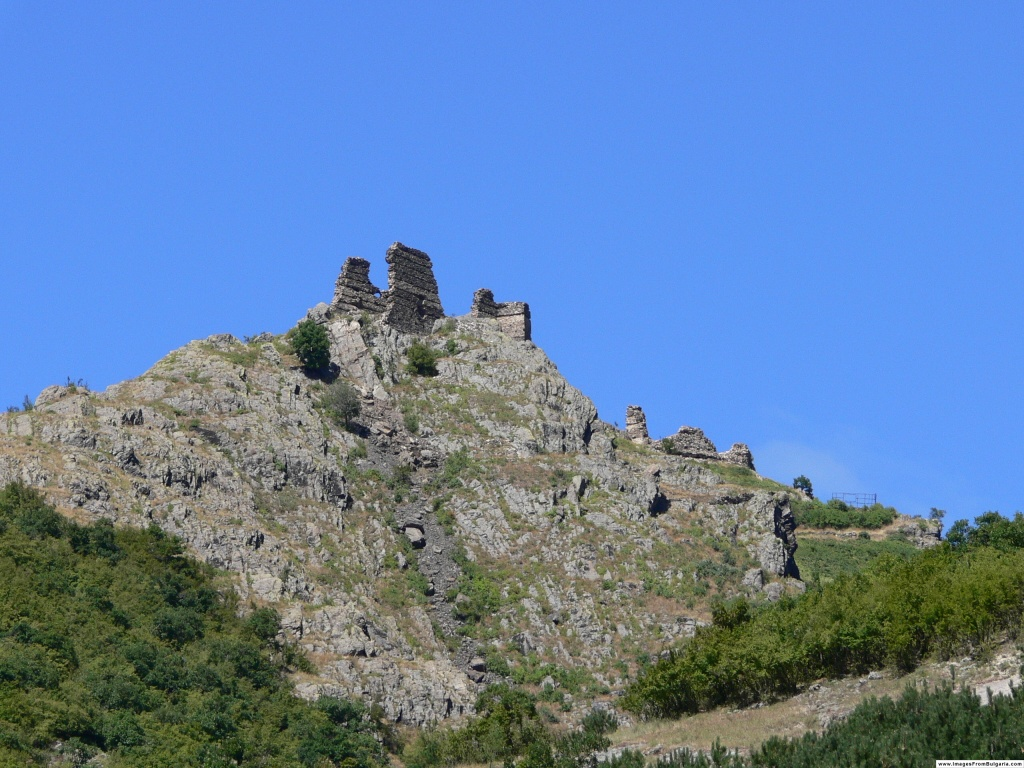
Anevsko kalwe

Forteresse du XIIe siècle-XIVe siècle. La forteresse fit partie des propriétés familiales des frères Smilets, Voisil et Radoslav, dite d’être médiévale de Kopsis. Au point le plus élevé se situait la citadelle centrale, qui disposait de tout ce qui était nécessaire pour protéger la forteresse. Les excavations ont démontré que dans la forteresse il y avait un monastère avec des églises, et quelques autres églises. La meilleure période de la ville médiévale de Kopsis était dans la période allant du XIIIe siècle au XIVe siècle.
Événements réguliers
Chaque année, le 9 juillet, on fête les Fêtes de Vazov pour célébrer l’anniversaire du poète, et tous les 5 ans, on attribue le Prix Vazov de littérature.
Chaque année à Sopot, dans le Centre Européen de sports extrêmes et de méditation Shambala, on fait des compétitions nationales, internationales et mondiales de parapente. Il y a des compétiteurs de nombreux pays, Grèce, Turquie, Roumanie, Macédoine, Serbie, Autriche, Allemagne, Ukraine, Hongrie, Australie, États-Unis, Corée, Japon, Chine et autres.